# المتحف الأثري بلمطة
المتحف الأثري بلمطة هو متحف تونسي يقع في مدينة لمطة الساحلية.

## التاريخ المحتويات
يحتوي المتحف بالأساس على قطع أثرية ترجع للعهد البوني والروماني، منها العديد من اللوحات الفسيفسائية والأثاث الجنائزي والقطع الفخارية والمنحوتات الرخامية.

يطل المتحف على ساحل البحر، في شمال غرب مدينة لمطة، وافتتح في نوفمبر 1992. إلى جانب المتحف، يحتوي الموقع على جزء من بقايا حمامات رومانية، من بينها حمامات مياه ساخنة (Caldarium)، وكذلك على منحوتات. 

يتكون المتحف من ثلاثة قاعات تفتح على حديقة داخلية: الأولى مخصصة للمقابر البونية، أساسا ناووس خشبي من القرن 3 ق م، وبها كذلك قطع فخارية وخزفية. القاعة الثانية مخصصة للعهد الروماني، بها العديد من الكتابات وتمثال للإمبراطور الروماني تراجان وناووس مسيحي ذو غطاء من الرخام المنحوت يمثل يسوع محاطا بتلاميذه بولس وبطرس يعود للحقبة البيزنطية، ويجد أيضا عدة لوحات فسيفسائية واحدة منها تمثل فينوس أناديومين وأخرى تمثل الفصول السنوية. هذه الفسيفساءات هي شاهد ملحوظ على بذخ منازل المدينة في العصر الروماني. القاعة الثالثة والأخيرة، فتحت في مايو 1994 بالتعاون مع جامعة ميشيغان الأمريكية، وتعرض جوانب مختلفة من علم الآثار. يحتوي المتحف كذلك على لوحات فسيفسائية رومانية وجدت في موقع أوزيتا الأثري ولوحات حجرية نذرية وأمفورات و فسيفساءات مسيحية.

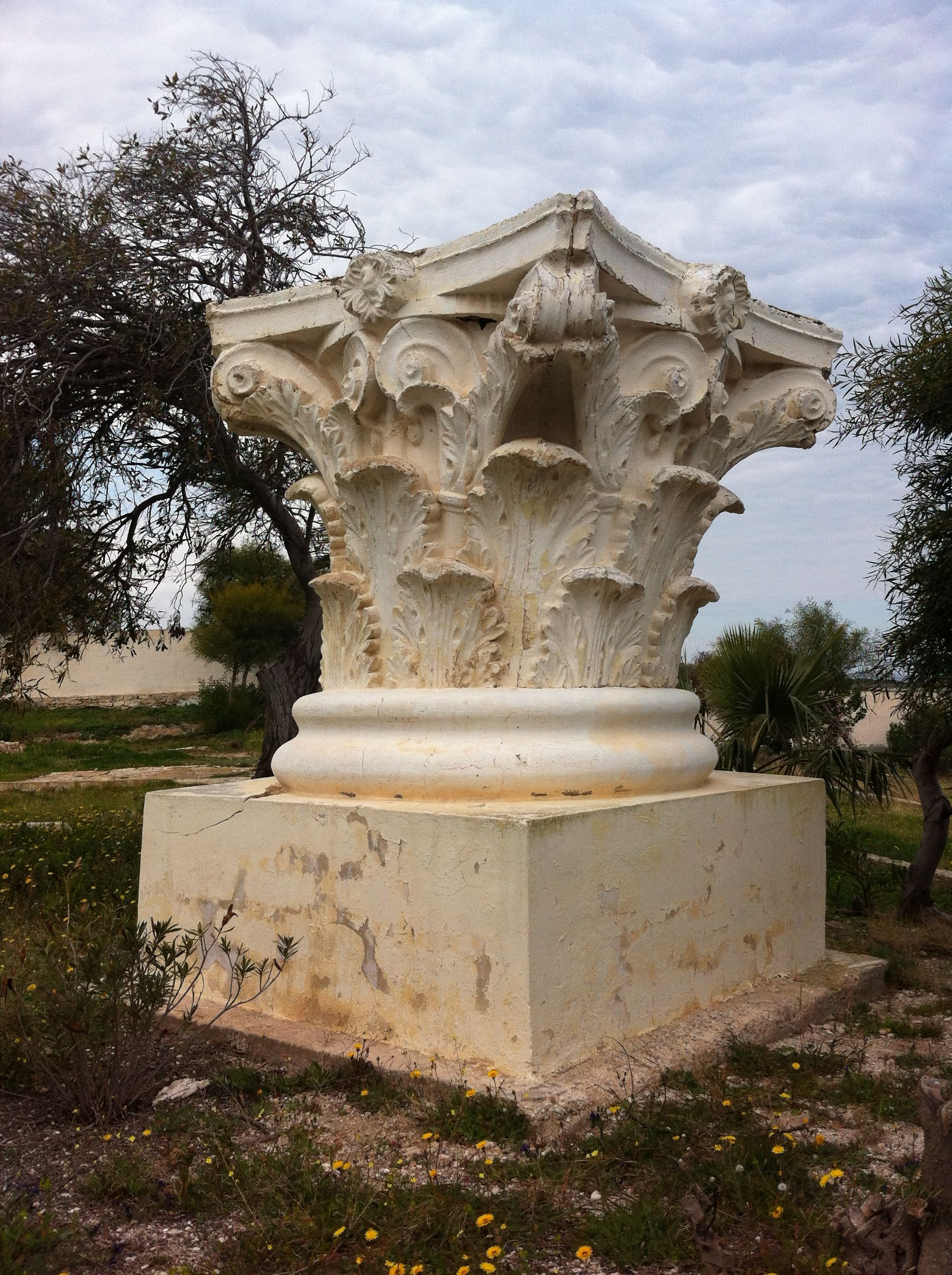
قاعدة وتاج عمود روماني كبير الحجم.
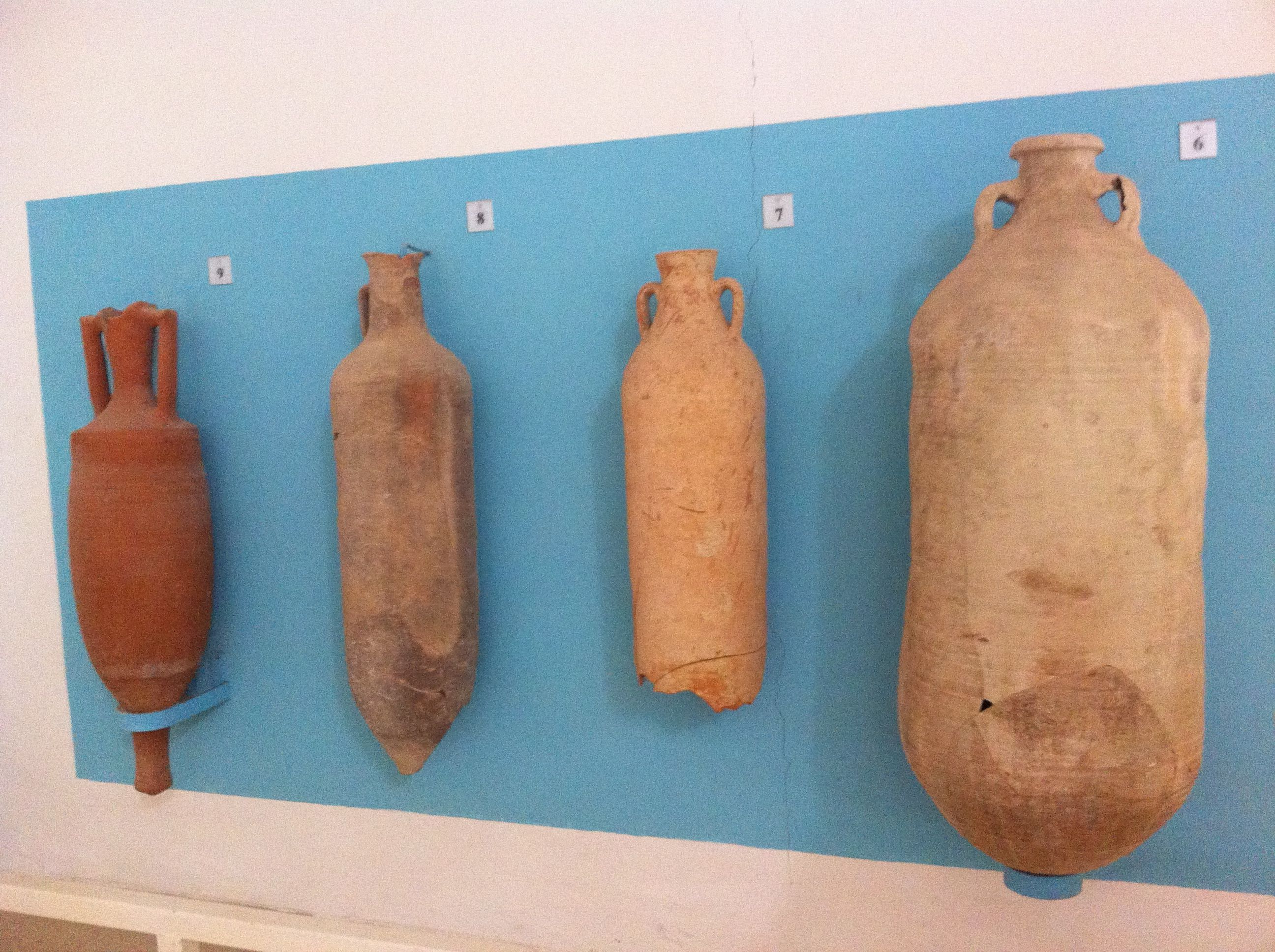
أمفورات من العهد الروماني.
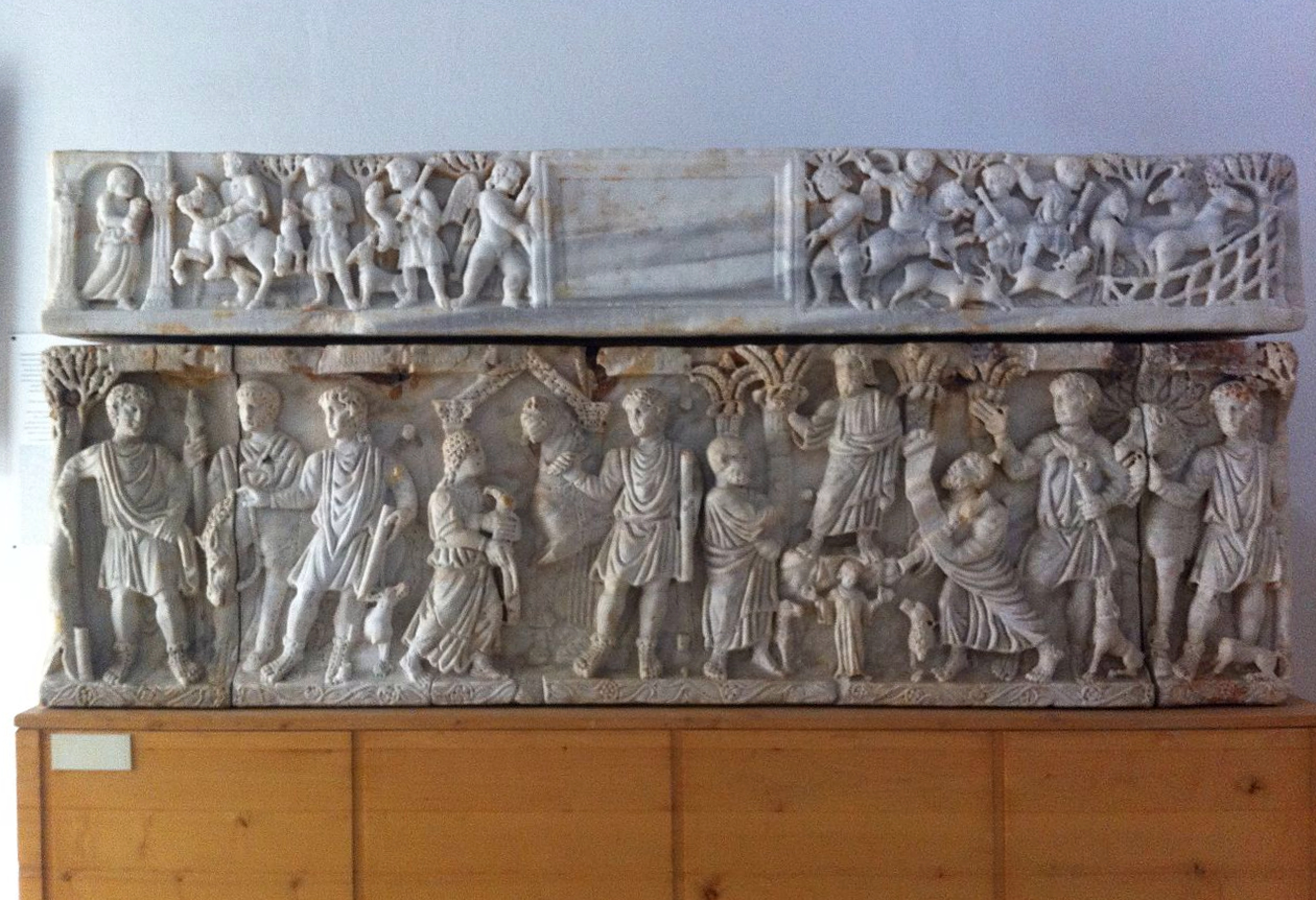
ناووس مسيحي.